# Jean-Baptiste-Donatien de Vimeur, comte de Rochambeau

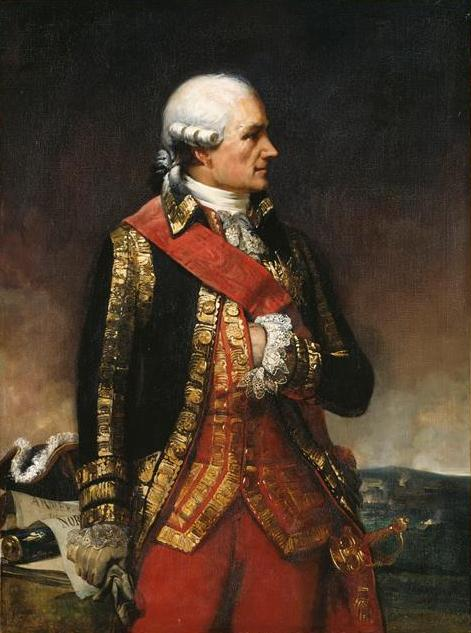
Porträt, gemalt von Charles-Philippe Larivière um 1834

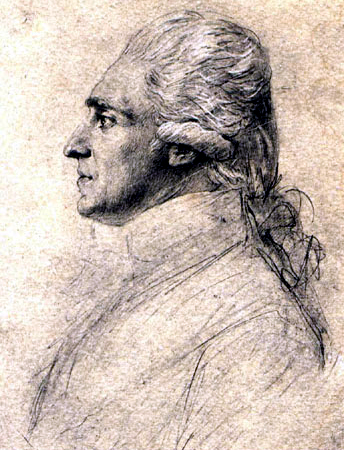
Zeichnung von Augustin de Saint-Aubin

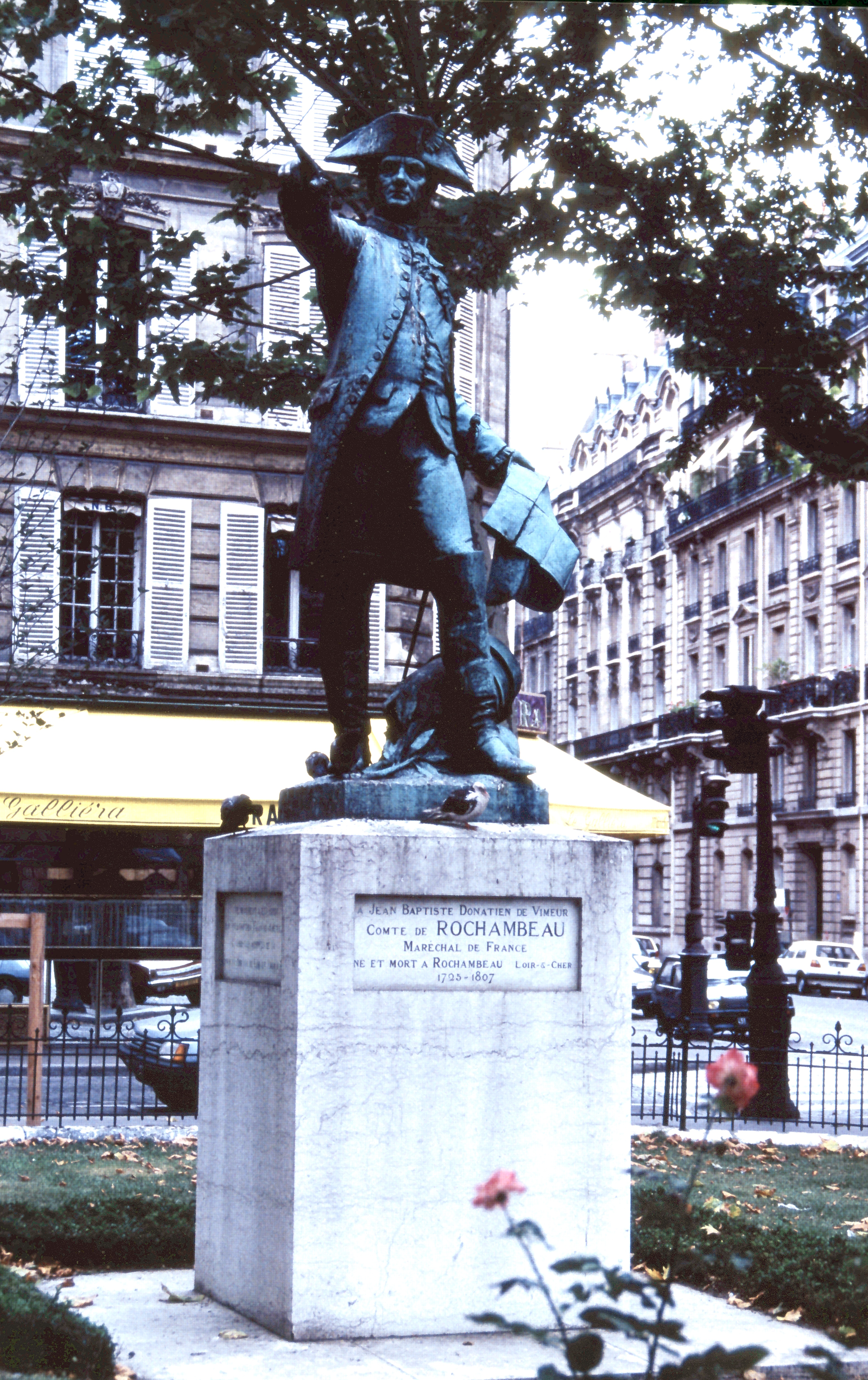
Kopie des Rochambeau-Denkmals in Washington D. C. auf der Place Rochambeau in Paris

Jean-Baptiste-Donatien de Vimeur, comte de Rochambeau (* 1. Juli 1725 in Vendôme, Frankreich; † 10. Mai 1807 in Thoré-la-Rochette) war ein Marschall von Frankreich.

## Leben
Jean-Baptiste-Donatien de Vimeur, comte de Rochambeau war der Sohn eines Gouverneurs von Vendôme. Anfangs war er für den geistlichen Stand bestimmt und studierte bei den Jesuiten in Blois, schlug aber nach dem Tod seines älteren Bruders 1742 die militärische Laufbahn ein, indem er als Kornett in das Régiment de Saint Simons cavalerie eintrat. Er nahm mit Auszeichnung an den Feldzügen des österreichischen Erbfolgekriegs teil. So focht er während dieses Kriegs in der Kavallerie Saint Simons in Bayern, Böhmen und am Rhein, wurde Adjutant des Herzogs von Orléans und des Grafen Clermont und war bei den Belagerungen von Antwerpen und Namur dabei. Dann kämpfte er in der Schlacht bei Roucourt und machte, nachdem er im März 1747 zum Oberst des Régiment de La Marche befördert worden war, als dessen Kommandant am 2. Juli 1747 die Schlacht bei Lauffeldt mit, in der er zwei schwere Verwundungen erhielt. 1748 berannte er unter Löwendal Maastricht.
Nach dem Frieden von Aachen heiratete Rochambeau 1749 Jeanne Thérèse Tellez d’Acosta. Er beschäftigte sich weiter mit der Ausbildung seines Infanterieregiment und machte an dessen Spitze 1756 die Expedition gegen Menorca unter dem Marschall Richelieu mit. Für seinen dabei bewiesenen Mut erhielt er den Orden von Saint-Louis und wurde zum Brigadier des armées du roi befördert. Er wurde daraufhin im Siebenjährigen Krieg in Deutschland eingesetzt. Hier hielt er 1757 Ferdinand von Braunschweig stand, nahm die Burg Regenstein, wohnte den Kämpfen bei Krefeld und Minden bei und erlitt im Oktober 1760 in der Schlacht bei Kloster Kampen mehrere Wunden. Am 20. Februar 1761 wurde er Maréchal de camp und erhielt 1769 das Kommando über die Infanterie im Elsass. In dieser Stellung war er nicht nur Berater des Hofs bei wichtigen militärischen Plänen, sondern sollte auch das Kriegsministerium übernehmen, was er jedoch aus Bescheidenheit mehrmals ablehnte.
Am 1. März 1780 wurde Rochambeau von Ludwig XVI. zum Lieutenant-général erhoben und erhielt den Oberbefehl über das 6000 Mann starke Hilfskorps, das auf Seiten von George Washington am Amerikanischen Unabhängigkeitskrieg teilnahm. Am 10. Juli 1780 ging Rochambeau mit seinem Korps in Rhode Island an Land, wurde jedoch durch den englischen General Clinton davon abgehalten, weiter vorzudringen. Erst ein Jahr später, nachdem unter Grasse eine große französische Flotte eingetroffen war, konnte er im Juli 1781 Rhode Island verlassen, marschierte hierauf durch Connecticut und vereinigte sich im August am Hudson River mit Washington. Mit diesem drang er nun rasch nach Virginia vor und zwang die 8000 Mann starke britische Armee unter Cornwallis am 19. Oktober 1781 in der Schlacht von Yorktown zur Kapitulation.
Rochambeaus Verdienste in diesem Kampf und insbesondere die von ihm selbst unter schwierigsten Verhältnissen aufrechterhaltene strenge Disziplin seiner Soldaten fanden große Anerkennung von Seiten der Amerikaner. Der Kongress sprach ihm und seinen Truppen den Dank der Nation aus und übergab ihm zwei von den Engländern erbeutete Geschütze, die er in seine Heimat mitnahm. Auch der französische Hof lobte seine Leistungen, die ihm eine ehrenvolle Aufnahme in Versailles verschafften. Er wurde von Ludwig XVI. zum Gouverneur von Artois, später auch der Picardie ernannt. 1788 saß er in der zweiten Versammlung der Notabeln und hielt dann, vom König entsandt, die Ruhe im Elsass aufrecht.
Nach dem Ausbruch der Französischen Revolution und vor dem Beginn des gegen die verbündeten Mächte beabsichtigten Kriegs erhielt Rochambeau am 28. Dezember 1791 gleichzeitig mit Luckner den Marschallstab und den Befehl über die Armée du Nord. Er sprach sich jedoch entschieden für die Defensive aus, während Dumouriez die Offensive gegen das Heilige Römische Reich forderte. Rochambeau führte die flandrische Armee und sollte Lafayette unterstützen. Die Expedition scheiterte im April 1792 und Rochambeau wäre fast von den Soldaten in Valenciennes niedergehauen worden. Da seine Warnungen kein Gehör gefunden hatten, legte er am 15. Juni 1792 sein Kommando nieder, entsetzt über die Verwilderung der Truppen, und zog sich auf sein Landgut bei Vendôme zurück.
Nach dem Fall der Girondisten wurde Rochambeau verhaftet, nach Paris in die Conciergerie gebracht und vor das Revolutionstribunal gestellt. Er saß schon auf dem Karren, der ihn mit vielen anderen Verurteilten zum Richtplatz führen sollte, als der Henker, der das Fuhrwerk überladen fand, ihn mit den Worten zurückstieß: „Fort, alter Marschall, du wirst ein anderes Mal daran kommen.“ Nur der baldige Sturz der Schreckensherrschaft rettete ihn. Von Napoleon 1803 zum Großoffizier der Ehrenlegion ernannt und nach dessen Thronbesteigung mit dem Titel und der Pension eines Marschalls versehen, konnte sich der hochbetagte Rochambeau dieser Gunst nur kurze Zeit erfreuen. Er starb am 10. Mai 1807 im Alter von 81 Jahren in Thoré-la-Rochette.
Die Mémoires militaires, historiques et politiques de Rochambeau (2 Bde., Paris 1809) gab Luce de Lancival heraus. Seine Korrespondenz während seines Kriegseinsatzes in den Vereinigten Staaten wurde im fünften Band von Henri Doniols Histoire de la participation de la France en l’établissement des États Unis d’Amérique (Paris 1892) veröffentlicht.
Eine Statue von Rochambeau, die Fernand Hamar fertigte, stellte ein Geschenk Frankreichs an die Vereinigten Staaten dar und wurde am 24. Mai 1902 von Präsident Theodore Roosevelt auf dem Lafayette Square in Washington enthüllt. Die Zeremonie wurde als Demonstration der Freundschaft zwischen den beiden Nationen zelebriert.
Aus der Ehe Rochambeaus mit Jeanne Thérèse Tellez d’Acosta entstammte sein Sohn Donatien-Marie-Joseph de Vimeur, vicomte de Rochambeau (1755–1813); dieser wurde auch General und in der Völkerschlacht bei Leipzig tödlich verwundet.

## Benennungen
Nach Jean-Baptiste-Donatien de Vimeur wurde 1867 das Panzerschiff Rochambeau, 1911 das Passagierschiff Rochambeau und 2015 ein Asteroid, (96178) Rochambeau benannt.